# Ліндейл (Техас)
Ліндейл (англ. Lindale) — місто (англ. city) в США, в окрузі Сміт штату Техас. Населення — 6059 осіб (2020).

## Географія
Ліндейл розташований за координатами 32°29′38″ пн. ш. 95°24′26″ зх. д. / 32.49389° пн. ш. 95.40722° зх. д. (32.493887, -95.407275).  За даними Бюро перепису населення США в 2010 році місто мало площу 15,73 км², з яких 15,61 км² — суходіл та 0,12 км² — водойми.

## Демографія
Згідно з переписом 2010 року, у місті мешкало 4818 осіб у 1737 домогосподарствах у складі 1249 родин. Густота населення становила 306 осіб/км².  Було 1889 помешкань (120/км²).
Расовий склад населення:
| - 85,0 % — білих - 8,5 % — чорних або афроамериканців - 1,4 % — азіатів - 0,8 % — корінних американців - 2,2 % — осіб інших рас |

До двох чи більше рас належало 2,1 %. Частка іспаномовних становила 8,2 % від усіх жителів.
За віковим діапазоном населення розподілялося таким чином: 29,3 % — особи молодші 18 років, 55,9 % — особи у віці 18—64 років, 14,8 % — особи у віці 65 років та старші. Медіана віку мешканця становила 33,2 року. На 100 осіб жіночої статі у місті припадало 88,1 чоловіків;  на 100 жінок у віці від 18 років та старших — 82,6 чоловіків також старших 18 років.
Середній дохід на одне домашнє господарство  становив 62 127 доларів США (медіана — 58 946), а середній дохід на одну сім'ю — 73 285 доларів (медіана — 62 434). Медіана доходів становила 51 709 доларів для чоловіків та 41 442 долари для жінок. За межею бідності перебувало 19,0 % осіб, у тому числі 25,8 % дітей у віці до 18 років та 12,6 % осіб у віці 65 років та старших.
Цивільне працевлаштоване населення становило 2371 особа. Основні галузі зайнятості: освіта, охорона здоров'я та соціальна допомога — 26,7 %, роздрібна торгівля — 13,4 %, мистецтво, розваги та відпочинок — 9,9 %, фінанси, страхування та нерухомість — 7,9 %.